# 31483 Caulfield
31483 Caulfield è un asteroide della fascia principale. Scoperto nel 1999, presenta un'orbita caratterizzata da un semiasse maggiore pari a 2,3601693 UA e da un'eccentricità di 0,1531768, inclinata di 3,18972° rispetto all'eclittica.